# 中国—索马里关系
中國—索馬里關係，是指歷史上的中國和索馬里、中華人民共和國與索馬里共和国、索马里过渡联邦政府、索马里联邦政府之間的雙邊關係。中华人民共和国与索马里两国于1960年12月14日建交，但受索马里内战影響，中國駐索馬里大使館於1990年代關閉，直至2014年10月13日重新啟用，設在摩加迪沙，现任大使為王昱。

## 歷史

### 索馬里成為殖民地前

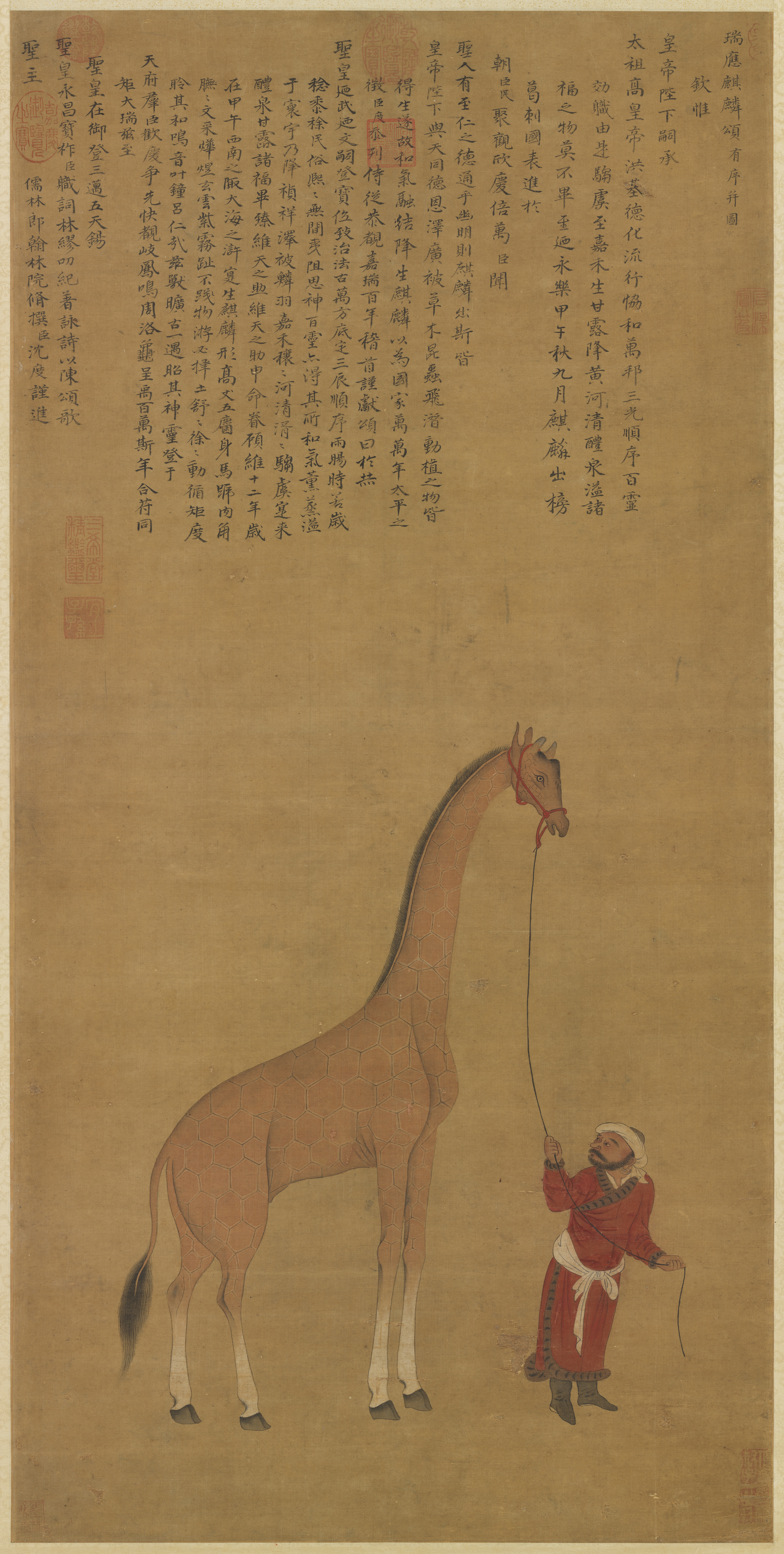
明代前期之《明人画麒麟沈度颂》画作，图中所谓麒麟实乃长颈鹿，明代“麒麟”一称呼是索马里语「giri」的对音，即「giraffe」（长颈鹿）。

中國和索馬里之間的接觸可追溯至唐朝：當時，由广州前往非洲東北部的航程必會经过索马里地區，故中國人对索马里的認識在唐代有所加深；與此同時，唐代書籍《酉陽雜俎》对索馬里北部（當時稱為「拨拔力国」）有專門的介紹:59–60。
宋朝地理書籍《诸蕃志》的地名「弼琶啰」和「中理」被認為與索馬里有關：有学者在考证後提出「弼琶啰」是指索馬里港口柏培拉，而「中理」據說是闽南语或古阿拉伯语中「索马里」的读音，但亦有学者認為這只是筆誤。索馬里最大城市摩加迪沙曾出土逾20枚中國古錢，一些錢幣書有元豐、天禧等北宋年號:1005。
元朝大德年間，朝廷派使者麦术丁到摩加迪沙（當時稱為「木骨都束」）購買當時特產，並向使者提供足夠食用兩年的糧食。
明朝時，中國航海家鄭和曾到訪索馬里半島，並與當地人交流，今天的索馬里仍有村落以鄭和命名。有指，鄭和當時把中華文化帶到了索馬里，故索馬里文化包含一些中華文化的元素，例如索馬里人喜愛茶，又重視禮儀，這些都和中國的傳統文化相若；此外，索馬里語有些單詞和相應的漢語詞彙發音一樣，這被認為是索馬里人把漢語融入本土語言的證據。明朝書籍《星槎胜览》記載了索马里的地理位置、建築形式和禮儀文化，並詳細地介紹當地男女的衣著。
摩加迪沙曾出土清朝顺治和咸丰年間的古錢，這證明了中國和索馬里曾有經貿上的交流。

### 索馬里殖民地时期
1887年、1925年，索馬里的北部和南部先後成為英国保护地（英屬索馬利蘭）和意大利殖民地（義屬索馬利蘭）。意大利政府本打算在荷屬东印度招募工人，到索马里修路，但遭到荷屬東印度政府反對，於是改為在广东招聘約70名华工；此事在中国引起輿論注意，有杂志刊出署名文章，慨嘆華人在外地所受的待遇:562。

### 索马里独立统一后
英屬索馬里蘭和義屬索馬利蘭在1960年脫離殖民統治並於同年7月1日統一；其後，中華人民共和國和索马里建交，成為最早與索马里建立外交關係的国家之一，索马里則是首個与中華人民共和國建交的东非国家。

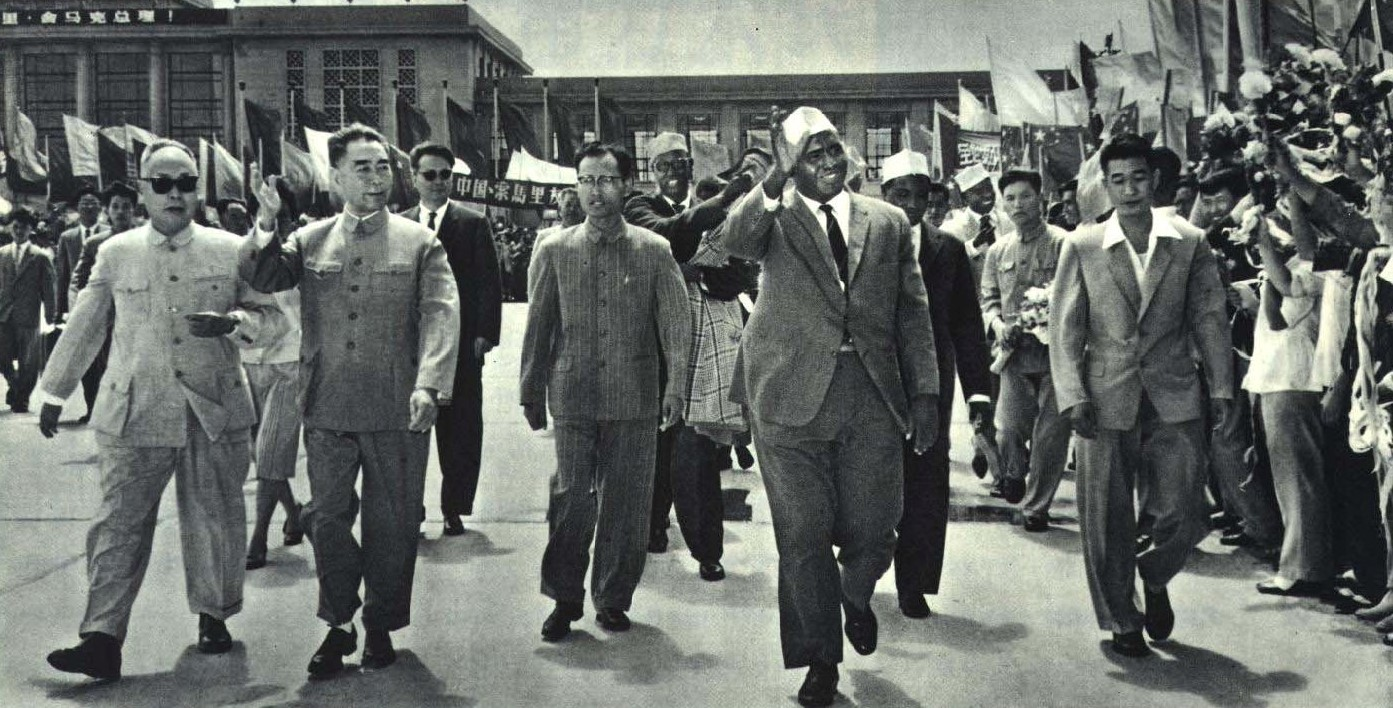
1963年索马里总理阿卜迪拉希德·阿里·舍馬克访华

建交後，中華人民共和國向索马里提供援助，在當地援建不同設施。但是，中國對索马里的援助引來了埃塞俄比亚皇帝海尔·塞拉西一世的懷疑：1964年，塞拉西與時任中華人民共和國國務院總理周恩来會晤，批評中国在該國與索马里爆发冲突中支持索马里；周恩来否認指控，重申中國不會介入索馬里和埃塞俄比亞的冲突。
索马里支持中华人民共和国在聯合國佔有一席，也曾向联合国大会提交相關的草案:41–42。
1986年，时任中华人民共和国主席李先念出访索马里，當地有乐团為歡迎他來訪而排练紅色歌曲《没有共产党就没有新中国》，還為這首歌製作了唱片。

### 索马里内战时期
1990年年底，索马里内战爆發，當地極為混亂不穩，中国驻索马里大使馆也被波及：大使馆四周不斷響起枪声，曾有子弹打进使馆內部、炮弹打中经济商务参赞处的建築物；此外，中国驻索马里大使馆多次被人行劫，有中国派驻的人員遭到打傷。因此，中华人民共和国派驻索马里的外交人员、医疗人员和技术员在1991年1月5日撤离；中索兩國之間關係沒有因此而斷裂，而中国驻索马里大使馆的事务則改由中国驻肯尼亚大使馆辦理。

### 索马里国家重建阶段
2004年索马里过渡联邦政府成立后，中国政府即予承认，并于2005年12月28日接受过渡联邦政府委派的驻华大使。此后中国政府多次向索马里提供物资、现汇和粮食援助。2012年，索马里和平进程取得突破性进展，成立21年来首个正式政府和议会，索马里形势有所改善，中国为进一步推动中索友好合作关系发展于2014年6月宣布决定恢复驻索马里使馆，同年10月，时任索马里总统哈桑·谢赫·马哈茂德出席了中华人民共和国驻索马里联邦共和国大使馆的复馆仪式；有西方国家認為，此舉旨在擴大中国在索马里半岛的影响力。
2015年7月26日，索马里首都摩加迪沙半島皇宮酒店爆炸案中，中国驻索使馆一名负责安全警卫的工作人员因伤势严重医治无效不幸去世，另有三名使馆工作人员受轻伤；中國政府表示對恐怖襲擊深感震驚並予以強烈譴責。
2020年7月1日在台湾与索马里兰互设代表处后，索马里总统府发表声明，重申坚持一个中国原则，谴责台湾破坏索马里主权和领土完整。2024年9月6日，中华人民共和国主席习习近平与索马里联邦共和国总统马哈茂德在北京会晤并建立中国—索马里战略伙伴关系。

## 經貿關係
- 中國出口到索马里的产品（2012年）[23]
- 索马里出口到中國的产品（2012年）[24]

2012年，中國（不包括港澳台）共出口了1.01億美元到索马里，貨物包括紡織品、金屬產品、機械等；同年，索马里共出口了292萬美元來華（不包括港澳台），貨物主要是含油种子等蔬菜製品。
索马里总统哈桑·谢赫·马哈茂德曾表示願意提供优惠，以吸引中国企业在索马里投资，開發當地的天然资源。

## 軍事關係
中國人民解放軍海軍曾在索馬里海盜橫行的亞丁灣提供护航服務，保護中國的船隻，也有新加坡、塞浦路斯等地的商船主動尋求保護，以求免受海盗侵擾。曾有解放軍海軍兵員在亚丁湾举行加入中国共产党宣誓仪式，以紀念中国共产党成立88周年。

## 中国对索援助

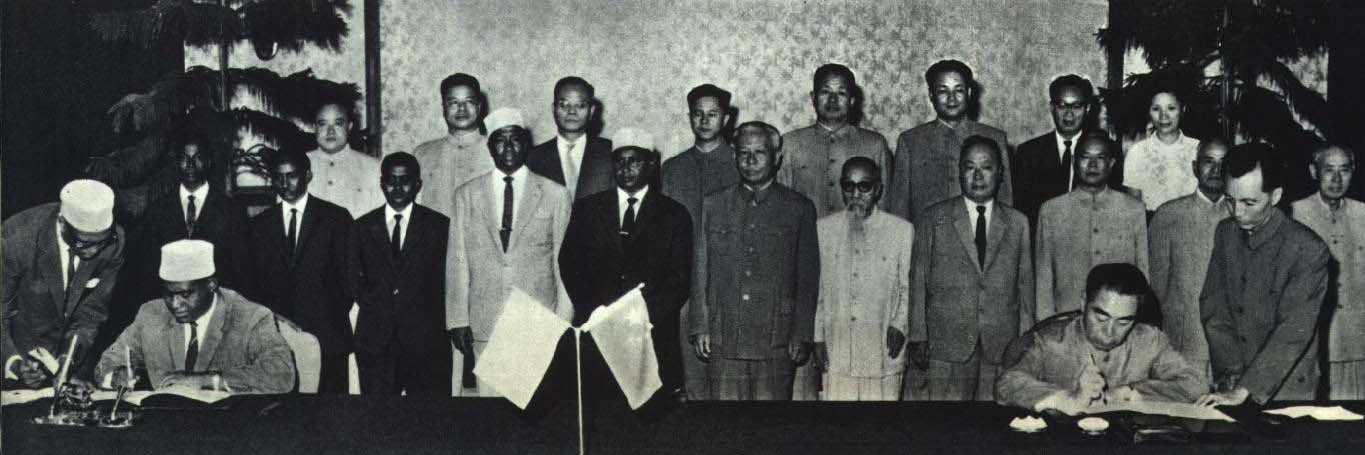
1963年，中国索马里签署经济技术合作协定

1960年代，周恩来访问索马里等非洲國家，他在摩加迪沙一場群众大会上宣布中華人民共和國援助外地的原则，这些原则成為中國對外援助的規範；此後，中国开始援助索马里，在當地援建工厂、农场、医院、公路等基础建设，又援建了体育场、剧院等文化设施，並為索马里运动员提供训练。中华人民共和国曾免除索马里政府的债务。
中華人民共和國在索马里援建的贝纳迪尔医院是當地其中一所规模最大、设備最齐全的医院，設有逾700個床位，不少醫護人員曾在中国留学，中国驻索马里大使馆曾向該院捐贈药物和糧食；此外，中國也曾向索马里提供抗疟疾药物。中華人民共和國曾派遣医疗队到索马里，队員包括内科医生、麻醉师、化验师等；医疗队會在醫院為当地人看病，也曾到畜牧區為當地居民提供医疗服務、到爆發霍乱的村落抢救病人。
索马里受到2011年非洲之角饥荒影響，多個地區出現饥荒；中華人民共和國向世界粮食计划署捐出1600万美元現金，讓粮食计划署购买粮食和营养补充剂，援助受灾的索马里居民。

## 图集

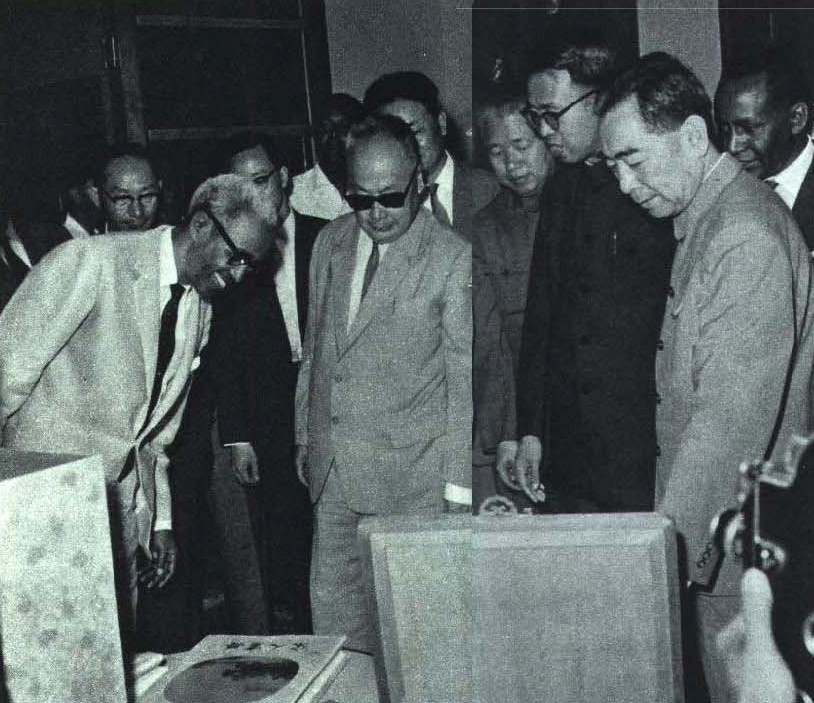
1964年2月2日 中国访问索马里 周恩来与亚丁·阿卜杜拉·奥斯曼·达尔总统会谈
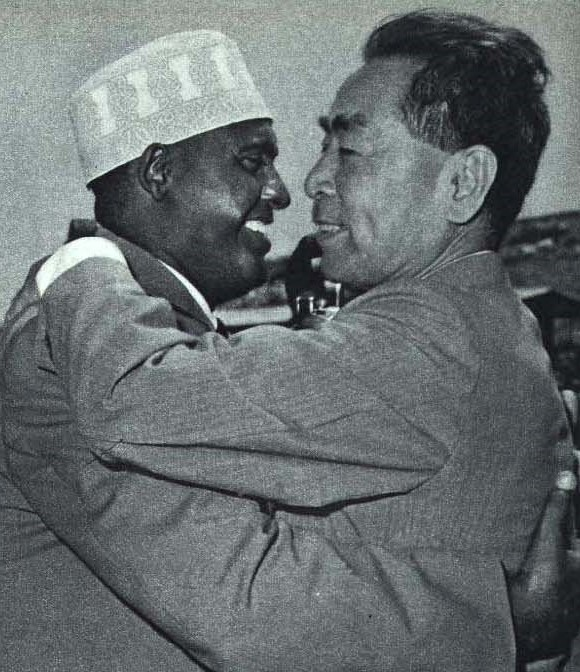
1964年2月4日 中国完成索马里访问 周恩来与舍马克总理告别

## 参見
- 索馬里外交（英语：Foreign relations of Somalia）

## 外部連結
- 中华人民共和国驻索马里联邦共和国大使馆官方网站（简体中文）（英文）
  - 中华人民共和国驻索马里联邦共和国大使馆经济商务处官方网站（简体中文）